# Chicago P.D. (seizoen 3)
Dit artikel vat het derde seizoen van Chicago P.D. samen. Dit seizoen liep van 30 september 2015 tot en met 25 mei 2016 en bevatte drieëntwintig afleveringen. 

## Rolverdeling

### Hoofdrollen
- Jason Beghe - brigadier Henry "Hank" Voight
- Amy Morton - brigadier Trudy Platt
- Jon Seda - rechercheur Antonio Dawson
- Sophia Bush - rechercheur Erin Lindsay
- Jesse Lee Soffer - rechercheur Jay Halstead
- Elias Koteas - rechercheur Alvin Olinsky
- Patrick Flueger - agent Adam Ruzek
- Marina Squerciati - agente Kim Burgess
- LaRoyce Hawkins - agent Kevin Atwater
- Brian Geraghty - agent Sean Roman

### Terugkerende rollen
- Samuel Hunt - Greg "Mouse" Gurwitch
- Madison McLaughlin - Michelle Sovana
- Markie Post - Barbara "Bunny" Fletcher
- Kevin J. O'Connor - commandant Fischer
- Josh Segarra - Justin Voight
- Nick Gehlfuss - dr. Will Halstead
- Yuri Sardarov - brandweerman Brian "Otis" Zvonecek
- David Eigenberg - brandweerman Christopher Herrmann
- Eamonn Walker - Wallace Boden
- S. Epatha Merkerson - Sharon Goodwin
- Barbara Eve Harris - Emma Crowley
- Nick Gehlfuss - dr. Will Halstead
- Oliver Platt - dr. Daniel Charles
- Abby Lee - Callie Gibson

## Afleveringen
| Nr. | Aflevering | Titel                                      | Regisseur            | Schrijver(s)                        | Selectie gastrollen | Uitzenddatum      |  |
| --- | ---------- | ------------------------------------------ | -------------------- | ----------------------------------- | --- | ----------------- |  |
| 39 | 1          | Life is Fluid                              | Arthur W. Forney     | Craig Gore Tim Walsh                | Clancy Brown - Eddie Bokeem Woodbine - Derek Keyes Tyrone Brown - Benji 'Bones' Keyes Kyle Scatliffe - Aaron Whittles                                                                                | 30 september 2015 |  |
| Wanneer het team een gevaarlijke en gezochte voortvluchtige op het spoor komt wordt Halstead door hem ontvoerd. Ondertussen maakt Lindsay privé nog steeds de verkeerde keuzes en Olinsky vertelt aan Platt over zijn geheime dochter. Roman maakt zich zorgen over de relatie tussen zijn partner Burgess en Ruzek. |            |                                            |                      |                                     | |                   |  |
| 40 | 2          | Natural Born Storyteller                   | Mark Tinker          | Mike Weiss                          | Derek Phillips - Damien Boyd John Sharian - Kurt Hollister Ira Amyx - Richard Dolan Will Clinger - Vaughn Bash                                                                                       | 7 oktober 2015    |  |
| Politieagenten Roman en Burgess worden naar een verlaten huis gestuurd, en ontdekken daar het lichaam van een kind dat door moord om het leven is gekomen. Ondertussen vraagt brigadier Voight aan rechercheur Halstead om zijn partner rechercheur Lindsay in de gaten te houden nu zij aan haar herstel werkt. Nadat Burgess een naald in de jaszak heeft gevonden van haar partner Roman wil zij van hem weten wat dit betekent, en Olinsky probeert de relatie tussen hem en zijn pas ontdekte dochter te verbeteren. |            |                                            |                      |                                     | |                   |  |
| 41 | 3          | Actual Physical Violence                   | Fred Berner          | Eduardo Javier Canto Ryan Maldonado | Dash Mihok - Jeff Frazier Melissa Carlson - Meredith Olinsky Alina Jenine Taber - Lexi Olinsky Chris Agos - Steve Kot Caroline Neff - Olive Morgan                                                   | 14 oktober 2015   |  |
| Wanneer de dochter van een man wordt vermist gijzelt hij uit wanhoop een van de leden in het politiebureau. Ondertussen ontdekt Voight dat Bunny nieuwe beschuldigen heeft geuit in een oude zaak, en Dawson is geschokt als hij achter een geheim komt die Olinsky al lang met zich meedraagt. |            |                                            |                      |                                     | |                   |  |
| 42 | 4          | Debts of the Past                          | Rohn Schmidt         | Michael Brandt Derek Haas           | Christian Stolte - Mouch Mark Allan Stewart - James Beckett Chris D. Thomas - Jacob Logan Rebekah Ward - Fiona                                                                                       | 21 oktober 2015   |  |
| Wanneer een ex-politieagent een politieagent heeft vermoord gaat hat team op jacht naar hem om hem te arresteren. Tijdens hun zoektocht ontdekken zij dat de verdachte plannen had om Voight en zijn familie te vermoorden. Ondertussen krijgt Burgess twijfels over de verloving tussen haar en Ruzek, dit nadat zij ontdekt heeft dat hij in het verleden meerdere keren verloofd is geweest. Olinsky krijgt een steeds betere band met zijn pas ontdekte dochter. |            |                                            |                      |                                     | |                   |  |
| 43 | 5          | Climbing Into Bed                          | Mark Tinker          | Cole Maliska                        | Rainee Denham - Donna Klosterman Jim Dougherty - Ben Forsick Tim Kidwell - Kurt Sansone Travis A. Knight - Price Vincent Shuster - Andrew Gibson                                                     | 28 oktober 2015   |  |
| Nadat een ongeautoriseerde undercover operatie, wat opgezet werd door Ruzek, verkeerd afloopt moet hij zich verantwoorden. Dit omdat er nu een gewapende psychopaat vrij rond loopt. Het onderzoek brengt dan meer vragen dan antwoorden, helemaal als de vrouw van een restauranteigenaar vermoord wordt gevonden. Tijdens zijn schorsing worstelt Ruzek met schuldgevoelens nadat zijn geheime informant dood wordt gevonden. Ondertussen verhuist Lindsay voorgoed terug naar haar appartement. |            |                                            |                      |                                     | |                   |  |
| 44 | 6          | You Never Know Who's Who                   | Lin Oeding           | Michael Brandt                      | Steven Williams - Bishop Billy Lush - Jesse Conway Leif Gantvoort - Bergstrom Randy Flagler - Capp Joe Minoso - Joe Cruz Travis A. Knight - politieagent Bobby Price                                 | 28 oktober 2015   |  |
| Burgess en haar nieuwe partner vinden een dode man in zijn gepantserde SUV, er bestaat een vermoeden dat het slachtoffer banden had met de CIA. In de woning van het slachtoffer vinden zij een bunker met een groot arsenaal van wapens. Als het lichaam van het slachtoffer wordt gestolen uit de mortuarium kan een man opgepakt worden die beweerd te werken voor de CIA en dat hij werkt onder een programma met de naam Street Cleaner. De man wordt geïdentificeerd als Victor Cullen en hij werkte inderdaad voor de CIA, maar dat was jaren geleden en voor een korte tijd voordat hij moest stoppen door psychische problemen. De diagnose destijds was dat hij leed aan waanvoorstellingen, en het blijkt dat hij hierna zelf een team van nep CIA agenten op heeft gericht en financierde. Cullen leidt het team naar twee andere nep agenten, tijdens de arrestatie wordt een van hen doodgeschoten en de andere kan gearresteerd worden. |            |                                            |                      |                                     | |                   |  |
| 45 | 7          | A Dead Kid, a Notebook and a Lot of Maybes | Charlotte Brändström | Timothy J. Sexton                   | James McDaniel - James Whitaker Kieran Campion - Darren Sanders Brian White - Dallas Patterson Elijah Marcano - Ethan James Melissa Carlson - Meredith Olinsky                                       | 4 november 2015   |  |
| Het team onderzoekt de dood van een student die van plan was om een bomaanslag te plegen op zijn school. Zij vinden zijn vriend en ontdekken dat hij en zijn slachtoffer mogelijk misbruikt werden door de zwemtrainer, zij wilden wraak op hem nemen door zijn auto op te blazen. Het blijkt dat het slachtoffer vermoord werd door een man die ingehuurd werd door de zwemtrainer om zo zijn misbruik te verbloemen. Deze zaak wordt persoonlijk voor Halstead en trekt zich het lot van een jong slachtoffer aan. Ondertussen wordt Olinsky zijn huis uitgezet door zijn vrouw omdat hij zijn, pas ontdekte, nieuwe dochter niet wil opgeven. Nu hij dakloos is probeert hij onderdak te vinden bij Ruzek, op het moment dat hij dit wil vragen stoort hij het romantisch samenzijn tussen hem en Burgess. Atwater probeert een goede relatie te krijgen met de hoofdrechercheur van een ander district.                                            |            |                                            |                      |                                     | |                   |  |
| 46 | 8          | Forget My Name                             | Nick Gomez           | Mike Weiss                          | James McDaniel - James Whitaker Michael Hogan - Dominic Grillo Mike Peebler - Aaron Franceur Andy Ahrens - Danny Borrelli Christian Stolte - Mouch                                                   | 11 november 2015  |  |
| Het team krijgt een tip binnen van een betrouwbare bron over een grote drugstransactie. Het volgend onderzoek leidt hen naar een moorzaak op een belangrijke persoon overheidspersoon. Het blijkt dat het moordslachtoffer toegang had tot belangrijke apparaten. Ondertussen vraagt Mouch aan Burgess de verlovingsring voor zijn vriendin Platt die hij ten huwelijk wil vragen. |            |                                            |                      |                                     | |                   |  |
| 47 | 9          | Never Forget I Love You                    | Terry Miller         | Ryan Maldonado Eduardo Javier Canto | David Alan Basche - Jim Sheltie Ray Abruzzo - Frank Louis Cancelmi - Charlie Koslo Michael Nouri - Carlo Tafani Cory Scott Allen - Ritchie Gibson Keith D. Gallagher - Denny Gibson                  | 18 november 2015  |  |
| Wanneer het lichaam van een stripper wordt gevonden in het Michiganmeer gaat het team op onderzoek uit. Het blijkt dat het slachtoffer in connectie staat met Voight, dit zorgt voor spanningen tussen hem en Lindsay. Het onderzoek wijst uit dat het slachtoffer zwanger was, en dat de dader waarschijnlijk de vader van de baby is. Ondertussen maakt Roman een fout dat hem een schuldig gevoel geeft. |            |                                            |                      |                                     | |                   |  |
| 48 | 10         | Now I'm God                                | Holly Dale           | Jamie Pachino                       | Jeremy Shamos - dr. Dean Reybold Maureen Sebastian - Dana Shelby Brenda Strong - advocate Green Torrey DeVitto - dr. Natalie Manning Keith D. Gallagher - Denny Gibson                               | 6 januari 2016    |  |
| Deze aflevering is een cross-over met Chicago Fire en Chicago Med. Een kankervrije patiënt wordt vermoord door een overdosis chemotherapiemedicijnen. Het blijkt dat de verantwoordelijke dokter ook de overleden vrouw van Voight in het verleden heeft behandeld. Voight is nu woedend op hem en zet alles op alles om hem hiervoor te kunnen berechten. Ondertussen onderzoekt Burgess een ongeluk dat ervoor zorgde dat Roman geschorst werd. |            |                                            |                      |                                     | |                   |  |
| 49 | 11         | Knocked The Family Right Out               | Mark Tinker          | Mo Masi                             | Clancy Brown - Eddie Little Chelcie Ross - vader van Trudy Platt Jonny Beauchamp - Pete Damian Josh Salt - Cameron Spence Brian Tee - dr. Ethan Choi Christian Stolte - Mouch                        | 13 januari 2016   |  |
| Het team onderzoekt een woningoverval waarbij de verdachten een bedwelmend gas in de woning spoot, wat de bewoners uitschakelde. De zaak wordt een verkrachtingszaak als blijkt dat een van de slachtoffers verkracht is door een van de daders. Wanneer het team een verdachte opgepakt hebben wordt een ander huis overvallen waarbij een bewoonster ook verkracht wordt. Lindsay ondervraagt het slachtoffer, waarop ze in een val wordt gelokt en dan ontvoerd. Ondertussen helpt Voight zijn oude gevangenismaat met het opstarten van zijn nieuwe leven na zijn vrijlating. |            |                                            |                      |                                     | |                   |  |
| 50 | 12         | Looking Out For Stateville                 | Fred Berner          | Craig Gore Tim Walsh                | Clancy Brown - Eddie Little Peter Greene - Rory Jensen Elizabeth Kline - Audrey Abbi Donovan - Tracy Justin Kucsulain - Colburn Dennis Kelly - Isaac Hayden                                          | 20 januari 2016   |  |
| Het team onderzoekt een drugsbende, en wil deze met behulp van de oude gevangenismaat van Voight opdoeken. Dit zorgt ervoor dat de gevangenismaat een belangrijke inlichtingenbron wordt voor de team. Ondertussen begint Burgess haar twijfels te krijgen over haar beslissing om met Ruzek te trouwen, dit nadat hij een ontmoeting met zijn schoonmoeder afzegt. Platt begint overspannen te worden met het regelen van haar aankomende bruiloft. |            |                                            |                      |                                     | |                   |  |
| 51 | 13         | Hit Me                                     | Rohn Schmidt         | Mike Weiss Cole Maliska             | Erik Jensen - Martin Watts Monica Raymund - Gabriela Dawson Steven R. McQueen - Jimmy Borelli Stephen Conrad Moore - Clayton 'Bug' Howard Callie Johnson - Christie Bradford                         | 3 februari 2016   |  |
| Lindsay en Halstead gaan undercover om zo een groep mannen te pakken kunnen krijgen. Deze groep doen zich voor als belangrijke politiemensen die vrouwen overvallen die veel geld hebben gewonnen in een casino. Ondertussen vraagt Burgess overplaatsing aan na de scheiding tussen haar en Ruzek. |            |                                            |                      |                                     | |                   |  |
| 52 | 14         | The Song of Gregory Williams Yates         | Michael Grossman     | Jamie Pachino                       | Mariska Hargitay - Olivia Benson Ice-T - Odafin 'Fin' Tutuola Dallas Roberts - Greg Yates Brian Tee - dr. Ethan Choi Flavia Pallozzi - Nellie Carr                                                   | 10 februari 2016  |  |
| Deze aflevering is een cross-over met Law & Order: Special Victims Unit. Gregory Yates, de man die Lindsay's vriendin Nadia heeft vermoord, ontsnapt uit de gevangenis en vlucht naar Chicago waar hij zijn moorden voortzet. Voight doet alles wat hij kan om Lindsay niet te dicht bij deze zaak te laten komen. Tijdens het onderzoek wordt het team bijgestaan door Benson en Fin van de SVU uit New York. |            |                                            |                      |                                     | |                   |  |
| 53 | 15         | A Night Owl                                | Nick Gomez           | Timothy J. Sexton                   | Richard Thomas - Adam Ames Charisma Carpenter - Brianna Logan Rachel DiPillo - Sarah Reese Kara Killmer - Sylvie Brett Jennie Moreau - Claire Ames Meg Warner - Pearl Ames Ele Bardha - Peter Walker | 17 februari 2016  |  |
| Wanneer Burgess een professor oppakt die drugs naar Canada heeft willen smokkelen, wordt haar gevraagd deel te nemen aan Voights team. Ondertussen wil Plat Roman helpen om politietrainer te worden. Mouse geeft Halstead een beveiligingsbaan bij een medisch kliniek dat cannabis gebruikt. |            |                                            |                      |                                     | |                   |  |
| 54 | 16         | The Cases that Need to be Solved           | Jean de Segonzac     | Matt Olmstead                       | Ser'Darius Blain - Brian Johnson Cyrus Farmer - eerwaarde Pembelton S. Epatha Merkerson - Sharon Goodwin Chris Agos - Steve Kot Tiffany Renee Johnson - Lauren Brooks Javoun Baker - Miles Johnson   | 24 februari 2016  |  |
| Wanneer een zesjarige afro-Amerikaanse jongen wordt vermoord, wat de bevolking van Chicago schokt, gaat het team op onderzoek uit. Nadat een andere schietpartij plaatsvindt in een gebied, dat geleid wordt door een bende, gaan Mouse, Lindsay en Halstead op jacht naar bewijs wat deze twee zaken in verbinding stelt. |            |                                            |                      |                                     | |                   |  |
| 55 | 17         | Forty-Caliber Bread Crumb                  | Jann Turner          | Craig Gore Tim Walsh                | Charisma Carpenter - Brianna Logan Brian Tee - dr. Ethan Choi Dillon Kelleher - Terry Egan Maggie Scrantom - Lissa Egan Keith Kupferer - Frank Amerson                                               | 2 maart 2016      |  |
| Wanneer Halstead en zijn medewerkers tijdens zijn parttime baan geld naar de bank brengen, worden zij overvallen door gewapende mannen. Dit zorgt ervoor dat het team een onderzoek start naar het bedrijf waar Halstead voor werkt. De eigenaar van het bedrijf verklaart dat hij diverse bedreigingen heeft ontvangen van lokale bendes. Dan lukt het het team om een mogelijke dader op te sporen en op te pakken. |            |                                            |                      |                                     | |                   |  |
| 56 | 18         | Kasual with a K                            | Dave Rodriguez       | Eduardo Javier Canto Ryan Maldonado | Jeanine Bartel - Valerie Holt Colin Donnell - dr. Connor Rhodes Johnathan Gorman - Jarrod Ganek Felix Rayas - Alan Hunter                                                                            | 23 maart 2016     |  |
| Het team onderzoekt een ontvoering uit een geheim opvangtehuis voor mishandelde vrouwen. Ondertussen gaan Burgess en Roman undercover om zo gestolen goed te achterhalen van een man die verbleef in een motel. |            |                                            |                      |                                     | |                   |  |
| 57 | 19         | If We Were Normal                          | Mark Tinker          | Mo Masi                             | Michael Torpey - Drew Stommer Jessica Rothe - Madison Rae Gray - Ruby Baker Torrey DeVitto - dr. Natalie Manning Oliver Platt - dr. Daniel Charles Chris Agos - ASA Steve Kot                        | 30 maart 2016     |  |
| Het team onderzoekt een makelaar die voor maande een vrouw ontvoert, verkracht en psychisch mishandeld heeft. Ondertussen neemt Roman de taken waar van Platt die druk heeft met het plannen van haar huwelijk. |            |                                            |                      |                                     | |                   |  |
| 58 | 20         | In A Duffel Bag                            | Nick Gomez           | Jamie Pachino                       | Kate Hodge - Deborah Meyer Steven Skybell - Ben Meyer Lissette Espaillat - Mariela Hernandez Chris Agos - ASA Steve Kot Peter Collins - Tommy Flynn Caroline Neff - Olive Morgan Voight              | 4 mei 2016        |  |
| Het team is geschokt als zij een pasgeboren baby vinden die achtergelaten is in de vriezende kou. Zij zijn vastbesloten om de verantwoordelijke hiervoor te vinden en te laten berechten. Door bloedonderzoek komen zij erachter wie de vader is, deze wist echter niet dat hij vader zou worden en stuurt hem naar de waarschijnlijke moeder. Ondertussen is Voight verrast als hij ontdekt dat zijn zoon in de stad is. Platt is nog steeds druk doende met haar bruiloft, en de relatie tussen Burgess en Roman neemt steeds meer een romantische wending aan. |            |                                            |                      |                                     | |                   |  |
| 59 | 21         | Justice                                    | Jean de Segonzac     | Dick Wolf                           | Nazneen Contractor - Dawn Harper Joelle Carter - Lori Nagle Ryan-James Hatanaka - Daren Okada Lorraine Toussaint - Shambala Green Carl Weathers - Mark Jefferies                                     | 11 mei 2016       |  |
| Wanneer een gemaskerde man het vuur opent op een politieauto raakt hierbij Roman gewond. Burgess achtervolgt hierna de schutter en wanneer zij denkt dat de dader een wapen op haar richt opent zij het vuur op hem waarbij hij neergeschoten wordt. Op zijn lichaam wordt echter geen wapen gevonden, en hij wordt geïdentificeerd als een zeventienjarige afro-Amerikaanse tiener. Aanklager Peter Stone, die in het verleden Voight naar de gevangenis stuurde, moet nu samen met het team bewijzen verzamelen om Burgess vrij te pleiten. Tijdens hun onderzoek moeten zij echter voorzichtig zijn omdat de spanningen onder de bevolking hoog oploopt. NB: deze aflevering is een voorbereiding voor de aankomende nieuwe televisieserie Chicago Justice. |            |                                            |                      |                                     | |                   |  |
| 60 | 22         | She's Got Us                               | Lin Oeding           | Mike Weiss                          | Kylie Rogers - Polly Carlson Kevin Oestenstad - Lewis Barrow Randy Steinmeyer - Jerome Dougherty Joe Adler - Gerald Dougherty Chris Amos - Graham Simmons                                            | 18 mei 2016       |  |
| Wanneer er een melding binnenkomt van een schietpartij in een woning, ontdekken Lindsay en Halstead een overlevende. Het betreft de jongste dochter van een gezin die zeer getraumatiseerd is. Terwijl Lindsay samen met dr. Charles proberen via de dochter te achterhalen wie de schutter was, onderzoeken Dawson en Olinsky een groep mogelijke verdachten. Ondertussen probeert Platt bij commandant Crowley te pleiten dat Roman en Burgess partners kunnen blijven. |            |                                            |                      |                                     | |                   |  |
| 61 | 23         | Start Digging                              | Mark Tinker          | Craig Gore Tim Walsh                | Joseph Sikora - Kevin Bingham Marlyne Barrett - Maggie Lockwood Caroline Neff - Olive Morgan Voight Christopher Gliege - Carl 'Ginger' Hearnes Kiki Moritsugu - mrs. Childs                          | 25 mei 2016       |  |
| Wanneer een weduwe en moeder wordt vermoord gaat het team op onderzoek uit. Tijdens het onderzoek wordt er ontdekt dat het slachtoffer contact had met Justin, de zoon van Voight. Ondertussen besluit Roman na zijn verwondingen ontslag te nemen van de politie en te verhuizen naar San Diego. Voight krijgt te horen dat hij een promotie kan krijgen tot inspecteur. |            |                                            |                      |                                     | |                   |  |